# Honor Girl
Honor Girl és una novel·la gràfica autobiogràfica escrita i il·lustrada per Maggie Thrash. Es publicaren per primer cop el 2015 a través de Candlewick Press.

## Història de publicació

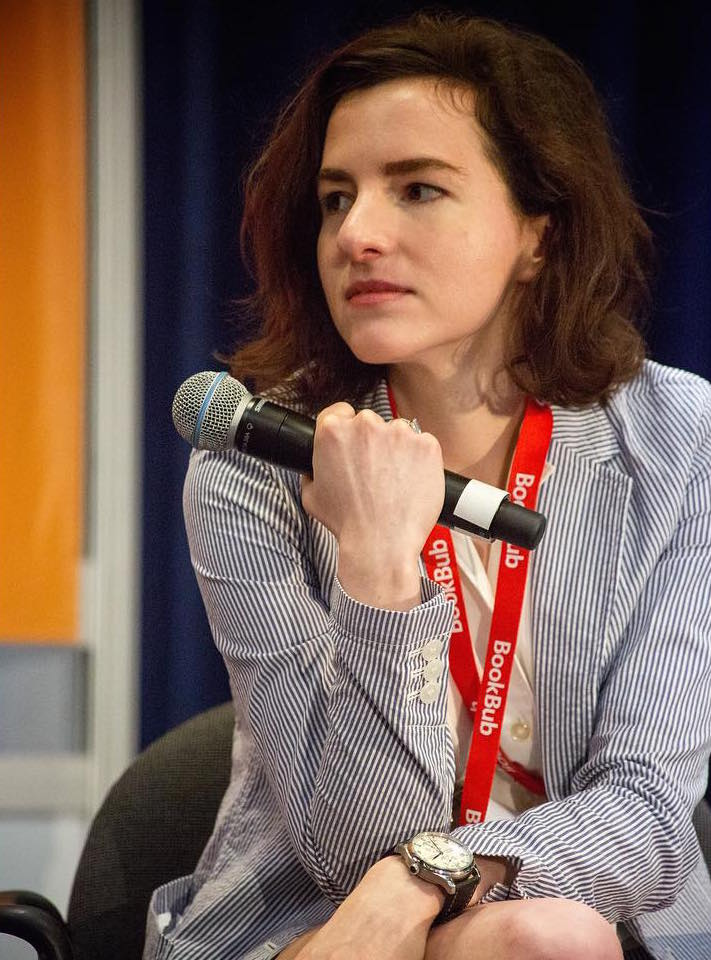
L'autora, Maggie Thrash, a la BookExpo America de 2015.

Thrash va escriure Honor Girl al llarg de dos anys. Si bé la seva experiència prèvia consistia en escriure prosa i no novel·les gràfiques, una companya d'habitació l'animà a usar aquest estil per a aquesta història en particular. Transh s'interessà per les possibilitats que li oferia a l'hora de descriure's a si mateixa de manera visual i va començar a practicar per tal de dur-la al format gràfic.
Candlewick Pres publicà Honor Girl el 8 de setembre de 2015.

## Sinopsi
Thrash parla de l'estiu de 2000 i la seva estada al campament Bellflower de Kentucky. Ella vivia a Atlanta, però feia anys que passava els estius en aquest campament només per a noies. En el transcurs del còmic va relatant el dia a dia en el campament: activitats com tir al blanc, tennis, natació, etc. També parla de la relació entre les diferents participants en el campament, sempre fets quotidians i normals en aquest tipus d'activitats. Entre tot això, Maggie d'anirà adonant els seus sentiments cap a una de les conselleres, Erin, i com la va veient d'una manera totalment diferent. D'aquesta manera, l'autora va contant el descobriment de la seva pròpia homosexualitat.

## Recepció i premis
The New York Times Book Review va qualificar la història de "dolça i obsessiva i que et deixa morta" i va trobar que "Thrash mostra una comprensió impressionant del llenguatge dels còmics". A la seva ressenya estrella, Kirkus Reviews va qualificar el llibre de "memòries luminescents que no s'han de perdre". Honor Girl també va rebre ressenyes destacades de School Library Journal, Publishers Weekly i Kirkus Reviews, i va ser seleccionada per la Junior Library Guild per a la tardor de 2015. Honor Girl va ser finalista del Los Angeles TimesBook Prize 2016 en la categoria de novel·la gràfica/còmics.